# Doronicum halacsyi
Doronicum halacsyi là một loài thực vật có hoa trong họ Cúc. Loài này được Eichenfeld mô tả khoa học đầu tiên năm 1889.